# Kishuku gakkō no Juliet
Kishuku gakkō no Juliet (jap. 寄宿学校のジュリエット Kishuku gakkō no Jurietto) – shōnen-manga autorstwa Yōsuke Kanedy, publikowana na łamach magazynu „Bessatsu Shōnen Magazine” wydawnictwa Kōdansha od lipca 2015. W 2017 została przeniesiona do „Shūkan Shōnen Magazine”, gdzie ukazywała się do września 2019. Seria jest luźną adaptacją szekspirowskiej sztuki Romeo i Julia.
Na podstawie mangi studio Liden Films wyprodukowało serial anime, który był emitowany od października do grudnia 2018.

## Fabuła
Akcja rozgrywa się w Akademii Dahlia (jap. ダリア学園 Daria-gakuen), do której uczęszczają uczniowie pochodzący z dwóch rywalizujących ze sobą krajów znanych jako Państwo Touwy (jap. 東和国 Tōwa-koku) oraz Księstwo Zachodu (jap. ウェスト公国 Wesuto-kōkoku). Akademia dzieli swoich podopiecznych na dwa akademiki odzwierciedlające ich narodowość: Czarne Psy (jap. 黒犬の寮 Burakku Dogī Hausu) mieszczące uczniów z Touwy, i Białe Koty (jap. 白猫の寮 Howaito Kyattsu Hausu) goszczące tych z Zachodu.
Historia opowiada o Romio Inuzuce, pierwszorocznym liderze akademika Czarnych Psów, który od dziecka podkochuje się w Juliet Persii, pierwszorocznej liderce akademika Białych Kotów. Mimo początkowego niezdecydowania, Romio w końcu postanawia wyznać swoją miłość i deklaruje, że jest gotów zmienić społeczeństwo, jeśli dzięki temu będzie mógł pozostać u boku Juliet. Ta, będąc pod wrażeniem determinacji Romio, akceptuje jego miłość. Jednak od teraz oboje muszą ciężko pracować, aby utrzymać swój związek w tajemnicy, starając się jednocześnie uniknąć kłopotów.

## Bohaterowie
- Romio Inuzuka (jap. 犬塚 露壬雄 Inuzuka Romio)

Seiyū: Yūki Ono, Yū Shimamura (dziecko) 
- Juliet Persia (jap. ジュリエット・ペルシア Jurietto Perushia)

Seiyū: Ai Kayano 
- Hasuki Komai (jap. 狛井 蓮季 Komai Hasuki)

Seiyū: Ayane Sakura 
- Chartreux Westia (jap. シャルトリュー・ウェスティア Sharutoryu Wesutia)

Seiyū: Yū Shimamura 
- Kochō Wang (jap. 王 胡蝶 Wan Kochō)

Seiyū: Rina Hidaka 
- Teria Wang (jap. 王 手李亞 Wan Teria)

Seiyū: Yui Ogura 
- Scott Fold (jap. スコット・フォールド Sukotto Fōrudo)

Seiyū: Hiroshi Kamiya, Rina Hidaka (dziecko) 
- Chizuru Maru (jap. 丸流 千鶴 Maru Chizuru)

Seiyū: Tomokazu Sugita 
- Kento Tosa (jap. 土佐 健斗 Tosa Kento)

Seiyū: Yoshimasa Hosoya 
- Eigo Kohitsuji (jap. 古羊 英語 Kohitsuji Eigo)

Seiyū: Hiro Shimono 
- Airu Inuzuka (jap. 犬塚 藍瑠 Inuzuka Airu)

Seiyū: Daisuke Ono 
- Aby Ssinia (jap. アビ・シニア Abi Shinia)

Seiyū: Shinnosuke Tachibana 
- Somali Longhaired (jap. ソマリ・ロングヘアード Somari Ronguheādo)

Seiyū: Eri Kitamura 
- Cait Sith (jap. ケット シィ Ketto Shii)

Seiyū: Kazuyuki Okitsu 
- Anne Sieber (jap. アン・サイベル An Saiberu)

Seiyū: Sumire Uesaka 
- Journey Rex (jap. ジャーニー・レックス Jānī Rekkusu)

Seiyū: Takanori Hoshino 

## Manga
Pierwszy rozdział mangi został opublikowany 9 lipca 2015 w magazynie „Bessatsu Shōnen Magazine” wydawnictwa Kōdansha. W 2017 roku została przeniesiona do „Shūkan Shōnen Magazine”, gdzie ukazywała się do 4 września 2019. Seria została również zebrana w 16. tankōbonach, wydanych między 9 listopada 2015 a 15 listopada 2019.
Antologia, zatytułowana Kishuku gakkō no Juliet: Kōshiki Anthology Comic (jap. 寄宿学校のジュリエット 公式アンソロジーコミック Kishuku gakkō no Jurietto kōshiki ansorojī komikku), została wydana 17 października 2018.
| Nr | Data wydania (język japoński) | ISBN (język japoński)  |
| -- | ----------------------------- | ---------------------- |
| 1  | 9 listopada 2015              | ISBN 978-4-06-395526-2 |
| 2  | 8 kwietnia 2016               | ISBN 978-4-06-395641-2 |
| 3  | 9 września 2016               | ISBN 978-4-06-395751-8 |
| 4  | 9 lutego 2017                 | ISBN 978-4-06-395862-1 |
| 5  | 9 sierpnia 2017               | ISBN 978-4-06-510101-8 |
| 6  | 15 grudnia 2017               | ISBN 978-4-06-510545-0 |
| 7  | 16 marca 2018                 | ISBN 978-4-06-511071-3 |
| 8  | 15 czerwca 2018               | ISBN 978-4-06-511613-5 |
| 9  | 14 września 2018              | ISBN 978-4-06-512604-2 |
| 10 | 17 października 2018          | ISBN 978-4-06-512995-1 |
| 11 | 17 grudnia 2018               | ISBN 978-4-06-513488-7 |
| 12 | 15 lutego 2019                | ISBN 978-4-06-514128-1 |
| 13 | 17 maja 2019                  | ISBN 978-4-06-514886-0 |
| 14 | 17 lipca 2019                 | ISBN 978-4-06-515311-6 |
| 15 | 17 września 2019              | ISBN 978-4-06-516450-1 |
| 16 | 15 listopada 2019             | ISBN 978-4-06-517359-6 |

## Light novel
Jednotomowa light novel napisana przez Tadahito Mochizukiego z ilustracjami Yōsuke Kanedy, została wydana 9 lutego 2017 nakładem wydawnictwa Kōdansha.

## Anime
Adaptację w formie telewizyjnego serialu anime zapowiedziano w marcu 2018. 12-odcinkowa seria została zanimowana przez studio Liden Films i wyreżyserowana przez Seikiego Takuno. Scenariusz napisał Takao Yoshioka, postacie zaprojektował Yūki Morimoto, a muzykę skomponował Masaru Yokoyama. Serial był emitowany od 6 października do 22 grudnia 2018 w bloku programowym Animeism na antenach MBS, TBS, BS-TBS. Motywem otwierającym jest „Love With You” autorstwa fripSide, końcowym zaś „Itsuka sekai ga kawaru made” (jap. いつか世界が変わるまで) w wykonaniu Riho Iidy.

### Lista odcinków
| №  | Tytuł                                                                                                  | Premiera             |
| -- | --- | -------------------- |
| 1  | Inuzuka Romio to Juliet Persia Inuzuka Romio to Jurietto Perushia (犬塚露壬雄とジュリエット・ペルシア) | 6 października 2018  |
| 2  | Rosario to Juliet Rozario to Jurietto (ロザリオとジュリエット)                                         | 13 października 2018 |
| 3  | Romio to Char Hime Romio to Sharu hime (露壬雄とシャル姫)                                              | 20 października 2018 |
| 4  | Romio to Hasuki (露壬雄と蓮季)                                                                         | 27 października 2018 |
| 5  | Romio to taiikumatsuri (露壬雄と体育祭)                                                                | 3 listopada 2018     |
| 6  | Juliet to taiikumatsuri Jurietto to taiikumatsuri (ジュリエットと体育祭)                               | 10 listopada 2018    |
| 7  | Romio to Juliet to taiikumatsuri Romio to Jurietto to taiikumatsuri (露壬雄とジュリエットと体育祭)     | 17 listopada 2018    |
| 8  | Romio to Prefect Romio to purifekuto (露壬雄と監督生)                                                  | 24 listopada 2018    |
| 9  | Romio to Char to Present Romio to Sharu to purezento (露壬雄とシャルとプレゼント)                      | 1 grudnia 2018       |
| 10 | Romio to Airu (露壬雄と藍瑠)                                                                           | 8 grudnia 2018       |
| 11 | Romio to Juliet to tanjōbi Romio to Jurietto to tanjōbi (露壬雄とジュリエットと誕生日)                 | 15 grudnia 2018      |
| 12 | Romio to Juliet Romio to Jurietto (露壬雄とジュリエット)                                               | 22 grudnia 2018      |